# Up at the Lake
Up at the Lake — восьмой студийный альбом британской рок-группы The Charlatans, изданный 17 мая 2004 года лейблами Universal Music Group и Island Records. После того как закончилось продвижение их седьмого альбома Wonderland (2001), Universal хотела, чтобы они поскорее выпустили еще один. Однако фронтмен Тим Берджесс начал работу над своим дебютным сольным альбомом в конце 2002 года. В конце года группа вновь собралась для написания песен; к марту 2003 года они переехали в собственную студию Big Mushroom в Чешире (Большой Манчестер), где продюсерами выступили они сами и Джеймс Спенсер. Запись была приостановлена в мае 2003 года, чтобы дать возможность Берджессу закончить работу над своим альбомом I Believe (2003); сессии возобновились к концу года и завершились в феврале 2004 года. Up at the Lake — это поп-рок альбом, продолжающий направление кантри-рока, которое группа впервые исследовала на своем шестом альбоме Tellin’ Stories (1997).
Up at the Lake получил в целом благоприятные отзывы от музыкальных критиков, многие из которых высоко оценили авторство песен. Альбом занял шестое место в Шотландии, 13-е в Великобритании и 32-е в Ирландии; через 11 дней после выхода он получил серебряный сертификат в Великобритании. Обе песни — «Up at the Lake» и «Try Again Today» — попали в топ-30 шотландского и британского сингловых чартов. Песня «Up at the Lake» была выпущена в качестве лид-сингла альбома в мае 2004 года, и до следующего месяца она рекламировалась туром по Великобритании и выступлениями на фестивалях Isle of Wight и T in the Park. Песня «Try Again Today» была выпущена в качестве второго сингла с альбома в июле 2004 года; после этого Charlatans выступили на фестивале V Festival. В декабре 2004 года группа отправилась в очередной тур по Великобритании, а песня «Loving You Is Easy» была выпущена в качестве промо-сингла только для радио. Видеоальбом с этого тура был выпущен в начале 2005 года под названием Live at Last Brixton Academy.

## Отзывы
| Совокупная оценка | Совокупная оценка |
| Источник          | Оценка            |
| ----------------- | ----------------- |
| Metacritic        | 72/100            |
| Оценки критиков   |                   |
| Источник          | Оценка            |
| AllMusic          | [ 2 ]             |
| Cokemachineglow   | 82%               |
| Entertainment.ie  | [ 4 ]             |
| Gigwise           | [ 5 ]             |
| God Is in the TV  | 2/5               |
| The Guardian      | [ 7 ]             |
| Playlouder        | [ 8 ]             |
| This Is Fake DIY  | [ 9 ]             |
| Uncut             | [ 10 ]            |
| Yahoo! Launch     | [ 11 ]            |

Up at the Lake был встречен музыкальными критиками в целом благосклонно. На сайте Metacritic, который присваивает нормализованный рейтинг из 100 баллов рецензиям ведущих изданий, альбом получил средний балл 72, основанный на десяти рецензиях.
Рецензенты высоко оценили качество написания песен. Дамас почувствовал, что «есть четкое ощущение, что это начало новой главы для группы, и что Up at the Lake — их первая работа в качестве „зрелых“ артистов». Он добавил, что это «расслабленная и уверенная […] работа мастеров, которые знают, как создать что-то цельное и последовательное». Голдштейн сказал, что это «на удивление их самая сильная работа» со времен Tellin’ Stories, согласившись с Дамасом, что они «действительно звучат расслабленно», что делает этот альбом таким, который группа могла сочинить во сне. Критик The Independent Энди Гилл также был впечатлен, сказав, что «простой и прямой Up at the Lake — это сюрприз», добавив, что это «самый сфокусированный, слаженный и неопосредованный звук группы за последние годы». Стив Маккуин из Gigwise назвал альбом «успокаивающе британским, с аутентичным привкусом на всем протяжении. Как английский летний день — вы не можете принять это как должное». Крис Най Браун из Yahoo! Launch сказал, что «хотя, по сути, здесь нет ничего исключительного, как альбом Up At The Lake течет плавно».

## Список композиций
Все песни написаны Мартином Блантом, Джоном Бруксом, Тимом Бёрджессом, Марком Коллинзом и Робом Коллинзом, кроме «Try Again Today» (группа и Linus of Hollywood).
1. «Up at the Lake» — 3:45
2. «Feel the Pressure» — 3:35
3. «As I Watch You in Disbelief» — 3:48
4. «Cry Yourself to Sleep» — 4:25
5. «Bona Fide Treasure» — 3:24
6. «High Up Your Tree» — 4:01
7. «Blue for You» — 3:56
8. «I’ll Sing a Hymn (You Came to Me)» — 2:43
9. «Loving You Is Easy» — 5:00
10. «Try Again Today» — 3:42
11. «Apples and Oranges» — 4:20
12. «Dead Love» — 2:21

## Чарты
| Чарт (2004)                       | Высшая позиция |
| --------------------------------- | -------------- |
| Ирландия (IRMA)                   | 32             |
| Шотландия (Scottish Albums Chart) | 6              |
| Великобритания (UK Albums Chart)  | 13             |

## Сертификации
| Регион                                                      | Сертификация | Продажи  |
| ----------------------------------------------------------- | ------------ | -------- |
| Великобритания (BPI)                                        | Золотой      | 100 000^ |
| ^ Данные о тиражах приведены только на основе сертификации. |              |          |